# Parandra laevis
Parandra laevis là một loài bọ cánh cứng trong họ Cerambycidae.